# Салих
Са́лих (араб. صالح‎) — исламский пророк, согласно Корану, посланный Аллахом к народу самуд, селения которого располагались в местности аль-Хиджр.

## История с верблюдицей
По версии, изложенной в Коране, самудяне впали во грех заносчивости и гордыни, отказывались поклоняться Аллаху, отрицали пророчества Салиха и стали требовать от последнего знамения в доказательство правоты его слов. После этого Аллах послал самудянам знамение — верблюдицу. Существуют разночтения в описаниях обстоятельств появления верблюдицы. По одной версии, верблюдица была выведена чудесным образом из расколовшейся скалы после того, как Салих попросил у Аллаха исполнить пожелание самудян о знамении и совершил намаз. Гора затряслась, издала звук и из неё вышла красная верблюдица. По утверждениям других толкователей Корана, Аллах сотворил эту верблюдицу из большого твердого и гладкого камня, и произошло это на глазах у большинства самудян. Салих просил, чтобы самудяне оставили верблюдицу пастись на своих землях и поили её из своих колодцев. Эта верблюдица за один раз выпивала столько воды, сколько её выпивали все люди, вместе взятые, поэтому Салих предложил чередовать использование воды в колодце по дням — в один день вся вода из колодца должна была принадлежать верблюдице, а в другой день её могли использовать люди. Но самудяне вместо этого закололи верблюдицу, поручив это «злосчастнейшему» из них, и говорили Салиху: «Приведи к нам то, что ты обещаешь, если ты посланник». Через три дня Аллах покарал самудян: «Их поразило землетрясение, и они оказались повергнуты ниц в своих домах». При этом сам Салих спасся милостью Аллаха, ибо был справедливым и праведным человеком.